# Station Elbląg Most Zwodzony
Station Elbląg Most Zwodzony was een spoorweghalte in de Poolse plaats Elbląg.